# Tim de Zarn
Tim de Zarn, né le 11 juillet 1952 à Cincinnati, est un acteur américain.

## Biographie
Tim de Zarn est un acteur, spécialisé dans les rôles de méchants ou de policiers.
Il est marié et a une fille. Son fils est mort en 2007 dans un accident de voiture a 18 ans.

## Filmographie

### Cinéma
- 1995 : Le Cavalier du Diable : Homer
- 1999 : Fight Club : l'inspecteur Bird
- 2001 : Divine mais dangereuse : l'inspecteur Ertagian
- 2002 : Spider-Man : Philip Watson, Le père de Mary Jane
- 2006 : Massacre à la tronçonneuse : Le Commencement : le propriétaire de l'abattoir
- 2007 : Die Hard 4 : Retour en enfer : le sergent
- 2008 : Intraçable : Herbert Miller
- 2011 : The Artist : un soldat
- 2012 : La Cabane dans les bois : Mordecai
- 2012 : K-11 : le sergent Cowboy Williams
- 2021 : Détour mortel : La Fondation (Wrong Turn) de Mike P. Nelson : Nate Roades

### Télévision
- 1986 : Equalizer (série télévisée, saison 2 épisode 1) : Stoller
- 1989 : La Loi de Los Angeles (série télévisée, saison 4 épisode 2) : Voltaggio
- 1991 : Code Quantum (série télévisée, saison 3 épisode 20) : Stan
- 1993 : Star Trek : La Nouvelle Génération (série télévisée, saison 6 épisode 18) : Satler
- 1993-1995 : Docteur Quinn, femme médecin (série télévisée, 6 épisodes) : le sergent Dixon
- 1995 : New York Police Blues (série télévisée, 3 épisodes) : George Putnam
- 1995 : Urgences (série télévisée, saison 2 épisodes 1 et 12) : M. Krawczyk
- 1998 : Star Trek: Deep Space Nine (série télévisée, saison 6 épisode 17) : Halb
- 2000 : Les Experts (série télévisée, saison 1 épisode 2) : Red Carlton
- 2001 : Star Trek: Voyager (série télévisée, saison 7 épisode 13) : Yediq
- 2004 : The Shield (série télévisée, saison 3 épisode 4) : Kevin
- 2005 : NCIS : Enquêtes spéciales (série télévisée, saison 2 épisode 15) : David Runion
- 2006 : Prison Break (série télévisée, saison 2 épisode 13) : Salty Ve
- 2007 : Monk (série télévisée, saison 6 épisode 8) : Max Barton
- 2008 : Esprits criminels (série télévisée, saison 3 épisode 16) : Paul Barter
- 2008 : Life (série télévisée, saison 2 épisode 11) : Flint Garber
- 2008 : Sons of Anarchy (série télévisée, saison 1 épisode 6) : Nate Meineke
- 2009 : Lost : Les Disparus (série télévisée, saison 5 épisode 13) : Trevor
- 2010 : Mad Men (série télévisée, saison 4 épisode 6) : Jim Anderson
- 2011 : Grey's Anatomy (série télévisée, saison 9 épisode 6) : Le père Noël alcoolique aux urgences

- 2012 : Mentalist (série télévisée, saison 4 épisode 22) : Arkin Shea
- 2015 : Agent Carter (série télévisée, saison 1 épisode 4) : George